# Хемалда (станция, Вологодская область)
Хемалда — населённый пункт (тип: железнодорожная станция) в Череповецком районе Вологодской области России, посёлок при станции Хемалда Вологодского региона Северной железной дороги. Входит в состав Ирдоматского сельского поселения, с точки зрения административно-территориального деления — в Ирдоматский сельсовет.

## География
Расстояние по автодороге до районного центра Череповца — 10 км, до центра муниципального образования Ирдоматки — 3 км. Ближайшие населённые пункты — Ирдоматка, Ванеево, Хемалда.

## История
Населённый пункт появился при строительстве железной дороги. В селении жили семьи тех, кто обслуживал железнодорожную инфраструктуру.

## Население
| 2010 |
| ---- |
| 35   |

По переписи 2002 года население — 59 человек (30 мужчин, 29 женщин). Преобладающая национальность — русские (86 %).

## Инфраструктура
Путевое хозяйство. Действует железнодорожная станция Хемалда.

## Транспорт
Автомобильный и железнодорожный транспорт.